# Верхнебезымянский
Верхнебезымянский — хутор в Урюпинском районе Волгоградской области России, административный центр Верхнебезымяновского сельского поселения. На хуторе 7 улиц и 7 переулков
Население — 569 (2010)

## История
Основан в 1815 году. Хутор относился к юрту станицы Добринской Хопёрского округа Земли Войска Донского (с 1870 — Область Войска Донского). В 1859 году на хуторе проживало 118 душ мужского и 140 женского пола. Согласно переписи населения 1897 года на хуторе проживало 224 мужчины и 229 женщин. Большинство населения было неграмотным: грамотных мужчин — 47, женщин — 3.
Согласно алфавитному списку населённых мест Области Войска Донского 1915 года на хуторе имелись хуторское правление, паровая мельница, земельный надел хутора составлял 687 десятин, проживало 224 мужчины и 207 женщин.
С 1928 года — в составе Урюпинского района Хопёрского округа (упразднён в 1930 году) Нижне-Волжского края (с 1934 года — Сталинградского края). В 1929 году организован колхоз «Красный Партизан» (с 1935 года — колхоз имени Кирова)
В 1935 году хутор передан в состав Добринского района Сталинградского края (с 1936 года Сталинградской области, с 1954 по 1957 год район входил в состав Балашовской области).
В годы Великой Отечественной войны было призвано 332 хуторянина, на хутор вернулась только треть призванных солдат
В 1963 году в связи с упразднением Добринского района хутор вновь передан в состав Урюпинского района.

## География
Хутор находится в лесостепи, в пределах Калачской возвышенности, при вершине балки Безымянки. Рельеф местности холмистый, сильно пересечённый оврагами и балками. Центр хутора расположен на высоте около 180 метров над уровнем моря. В районе хутора по балкам сохранились островки леса. Почвы — чернозёмы обыкновенные.
К хутору имеется подъезд от автодороги Урюпинск — Воробьёвка (3,8 км). По автомобильным дорогам расстояние до районного центра города Урюпинска составляет 34 км, до областного центра города Волгоград — 360 км.
Климат
Климат умеренный континентальный (согласно классификации климатов Кёппена — Dfb). Многолетняя норма осадков — 496 мм. Расположен в 200 км к югу от среднего значения климато- и ветро- разделяющей оси Воейкова. В течение города количество выпадающих атмосферных осадков распределяется относительно равномерно: наибольшее количество осадков выпадает в мае и июне — 53 мм, наименьшее в феврале — 28 мм. Среднегодовая температура положительная и составляет + 6,3 °С, средняя температура самого холодного месяца января −9,5 °С, самого жаркого месяца июля +21,0 °С.
Часовой пояс
Верхнебезымянский, как и вся Волгоградская область, находится в часовой зоне МСК (московское время). Смещение применяемого времени относительно UTC составляет +3:00.

## Население
Динамика численности населения по годам:
| 1859 | 1873 | 1897 | 1915 | 1989 | 2002 |
| ---- | ---- | ---- | ---- | ---- | ---- |
| 258  | 339  | 453  | 433  | ≈610 | 537  |

| 2010 |
| ---- |
| 569  |